# Équipe d'Australie de rugby à XV à la Coupe du monde 1991
L'Équipe d'Australie de rugby à XV à la Coupe du monde 1991 est sacrée championne du monde après avoir battu l'équipe d'Angleterre en finale.

## Liste des joueurs
Les joueurs suivants ont joué pendant cette coupe du monde 1991.

### Première ligne
- Dan Crowley
- Phil Kearns
- Tony Daly
- Ewen McKenzie
- David Nucifora
- Cameron Lillicrap

### Deuxième ligne
- John Eales
- Rod McCall
- Steve Cutler

### Troisième ligne
- Simon Poidevin
- Willie Ofahengaue
- Troy Coker
- Jeff Miller
- Brendon Nasser

### Demi de mêlée
- Nick Farr-Jones (capitaine)
- Peter Slattery

### Demi d’ouverture
- Michael Lynagh

### Trois-quarts centre
- Tim Horan
- Jason Little

### Trois-quarts aile
- David Campese
- Bob Egerton
- John Flett

### Arrière
- Marty Roebuck

## Statistiques

### Meilleurs réalisateurs
- Michael Lynagh : 66 points
- David Campese : 24 points
- Tim Horan : 16 points